# Deinopa gulussa
Deinopa gulussa är en fjärilsart som beskrevs av William Schaus 1914. Deinopa gulussa ingår i släktet Deinopa och familjen nattflyn. Inga underarter finns listade i Catalogue of Life.